# جورج الكسندر (لاعب كرة قدم)
جورج الكسندر (بالإنجليزية: George Alexander)‏ هو لاعب كرة قدم بريطاني، ولد في 14 أكتوبر 2000 في لندن في المملكة المتحدة. لعب مع نادي ميلوول.